# Bătălia de la Tabuk
Bătălia de la Tabuk a fost o expediție militară care, potrivit cronicilor musulmane, a fost inițiată de Mohamed în octombrie 630. Mohamed a condus o forță formată din peste 30.000 de luptătoriîn N-V orașului Tabuk, cu intenția de a o angaja împotriva armatei bizantine. Nu există nicio cronică bizantină contemporană evenimentelor, și o mare parte din detalii provin din surse musulmane de mai târziu. Observând acest lucru, precum și faptul că niciodată armatele nu s-au întâlnit, unii cercetători occidentali au pus la îndoială autenticitatea cu privire la detaliile din jurul evenimentului, deși este larg răspândită în lumea arabă.